# Feelin' Myself
Feelin' Myself è un brano musicale del cantante statunitense will.i.am in collaborazione con la cantante statunitense Miley Cyrus, i rapper French Montana e Wiz Khalifa e il produttore Mustard proposto come primo singolo dall'edizione rivisitata del suo quarto album, #willpower. Il leader dei The Black Eyed Peas aveva collaborato con l'ex Hannah Montana nel brano Fall Down.

## Video musicale
Il video è immerso in un universo computerizzato in cui i protagonisti dominano la scena.

## Classifiche
| Classifica (2013/14) | Posizione massima |
| -------------------- | ----------------- |
| Australia            | 34                |
| Belgio (Fiandre)     | 20                |
| Belgio (Vallonia)    | 11                |
| Canada               | 3                 |
| Francia              | 50                |
| Danimarca            | 36                |
| Svizzera             | 19                |